# Потсдамская площадь
Потсдамская площадь (Потсдамер-плац, нем. Potsdamer Platz) — историческая площадь и крупный транспортный узел в центре Берлина. До Второй мировой войны Потсдамская площадь с одноимённым железнодорожным вокзалом, где пересекались многие линии городского транспорта, считалась одной из самых оживлённых площадей континентальной Европы и популярным местом встреч на карте политической, общественной и культурной жизни города. После 1990 года преображённая Потсдамская площадь превратилась в новую достопримечательность столицы объединённой Германии и привлекает многочисленных гостей города.

## История

### До 1945 года

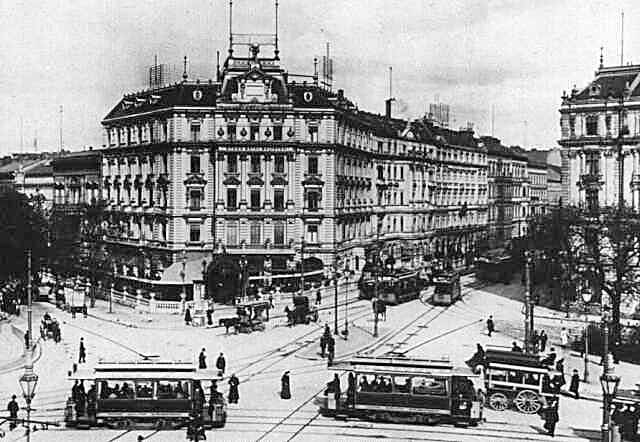
Гранд-отель Bellevue на Потсдамской площади. 1903

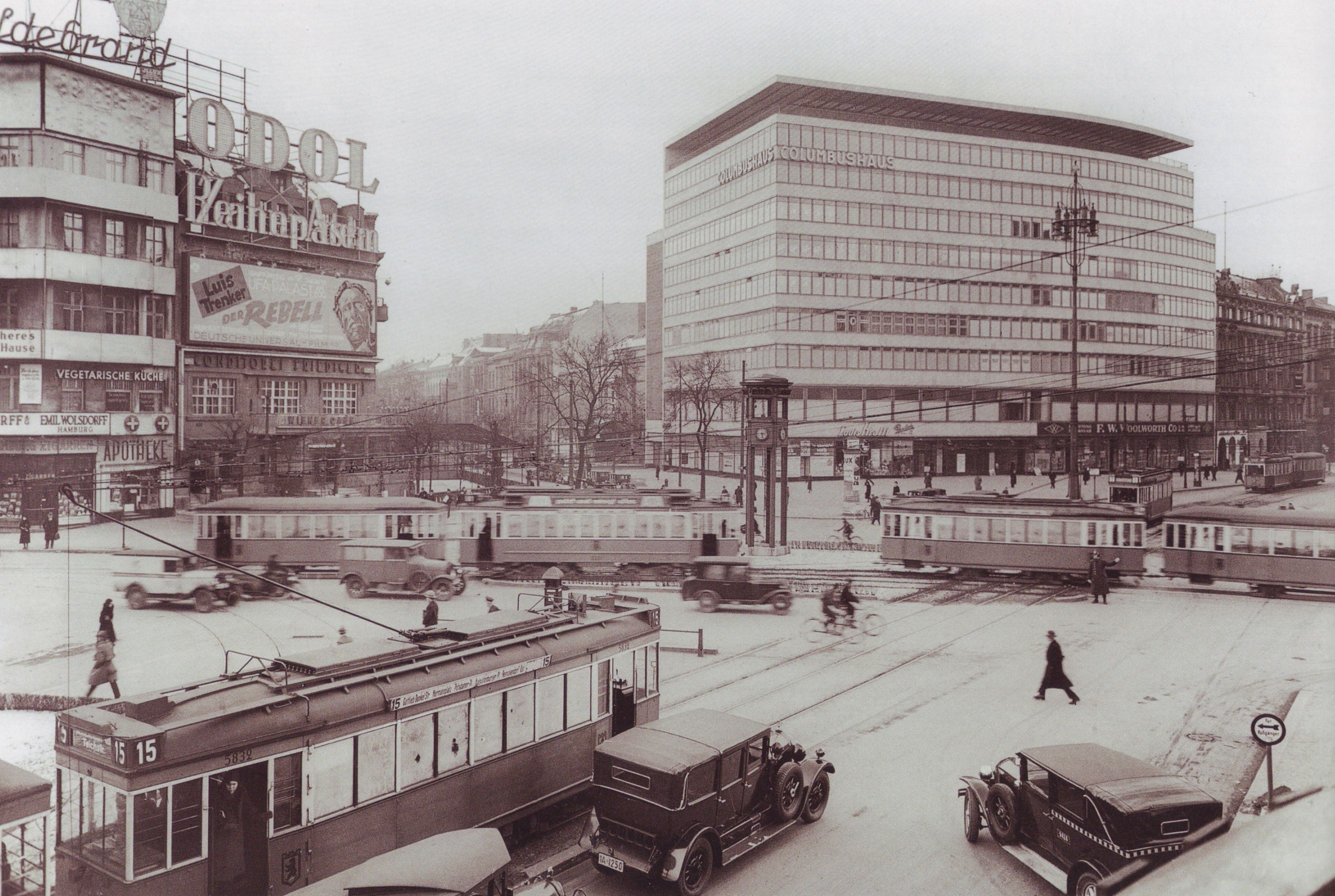
Вид на Потсдамскую площадь и Колумбус-хаус. 1932

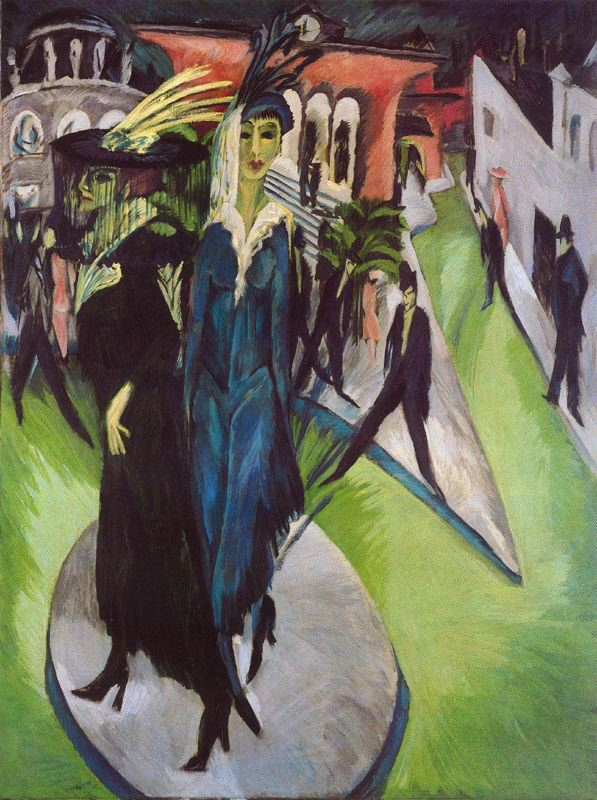
Э. Л. Кирхнер. Потсдамская площадь. 1914

В начале XVIII века Потсдамская площадь находилась непосредственно перед городской стеной у Потсдамских ворот и представляла собой перекрёсток из пяти дорог, перераспределявший транспорт, прибывавший к воротам с запада и юго-запада. В 1823—1824 годах городские ворота в Потсдам, находившиеся между Потсдамской и Лейпцигской площадями, были оформлены Карлом Фридрихом Шинкелем. Сторожки у ворот, прозванные «шинкелями», не были снесены вместе с таможенной стеной в 1867 году и сохранились до конца Второй мировой войны.
В 1838 году на площади был возведён железнодорожный вокзал, и она быстро превратилась в крупный пересадочный и перевалочный пункт. В 1902 году на Потсдамской площади появилась конечная станция берлинской подземки. На площади один за другим вырастали отели и предприятия общественного питания: отели Bellevue, Palast Hotel, Fürstenhof, пивоварня Pschorr-Bräu и место встречи литераторов и художников «Кафе Йости».
На пересечении улицы Штреземана и Кётенской улицы в 1911—1912 годах был возведён огромный по тем временам шестиэтажный Дом Потсдама, одновременно развлекательный комплекс и административное высотное здание. В нём размещались кафе, кинотеатр и офисные помещения UFA. После реконструкции в 1926—1928 годах здание получило новое имя «Дом „Родина“» (нем. Haus Vaterland) и под управлением семьи Кемпински превратилось в крупнейший в Германии дворец развлечений. Во Вторую мировую войну здание получило многочисленные повреждения, но после ремонта ещё некоторое время функционировало как ресторан. Несмотря на своё расположение в центре города, здание оказалось на отшибе из-за близости к границе секторов Берлина. После возведения в 1961 году Берлинской стены и до обмена земельных участков в 1972 году доступ к зданию оставался закрыт, оно обветшало и в конечном итоге было снесено в 1972 году.
Близость к центру обусловила превращение окрестностей Потсдамской площади в квартал развлечений большого города. Если днём здесь обитали служащие, секретарши, бизнесмены и туристы, то ночью здесь правили бал любители приключений, посетители варьете и проститутки. Хотя занятие проституцией в кайзеровском Берлине было строго запрещено, с начала XX века вокруг площади сформировался настоящий квартал красных фонарей. Эта сторона жизни Потсдамской площади увековечена в картине художника-экспрессиониста Эрнста Людвига Кирхнера «Потсдамская площадь. 1914», на которой на фоне ночной площади изображены две дамы полусвета.
C 1924 года в облике площади появилась так называемая «транспортная башня». Городские власти уполномочили компанию Siemens установить в центре площади первый в Берлине и второй в Германии светофор, имевший горизонтальную форму. Транспортная башня была демонтирована в ночь с 1 на 2 октября 1937 года после того, как была проведена подземная линия городской электрички. В 1930—1932 годах по проекту Эриха Мендельсона на площади был возведён десятиэтажный Колумбус-хаус, «дом Колумба».

### 1945—1990 годы
До начала Второй мировой войны Потсдамская площадь оставалась одной и самых оживлённых в Европе. Авианалёты союзников превратили половину застройки в руины. По окончании войны руины на поверхности были разобраны, площадь некоторое время была приспособлена под хранение стройматериалов. Вскоре на «углу трёх стран», где смыкались три сектора оккупации Берлина — советский, британский и американский, вовсю функционировал чёрный рынок. С вводом в западных секторах немецкой марки и началом блокады Берлина в июне 1948 года картина вновь изменилась, а 21 августа того же года на асфальте впервые появилась полоса, маркирующая границу между советским и западными секторами.
В ожидании скорого восстановления оставшаяся застройка была отремонтирована по минимуму, экономно и скромно. В некогда дворце развлечений заработал ресторан, на нижних этажах выгоревшего 10-этажного Колумбус-хауса открылись магазины. Во время волнений 17 июня 1953 года с трудом отремонтированные здания вновь пострадали от пожаров. В последующие годы практически все здания на Потсдамской площади опустели, поскольку инвесторы потеряли всяческий интерес к недвижимости в этом районе на несколько десятилетий.
В 1961 году положение усугубила Берлинская стена, разделившая Потсдамскую площадь. К середине 1970-х годов были снесены практически все оставшиеся строения. В восточной части площади это объяснялось сверхжёсткими требованиями к безопасности ГДР: ни в одном другом месте Берлинской стены пограничная полоса не была столь широкой, как на Потсдамской площади. В западной части площади Сенат Берлина постепенно выкупал земельные участки под разрушенными строениями, чтобы окончательно снести потенциально опасные руины. Так были уничтожены руины Дворца принца Альбрехта, Фокс-хаус, краеведческий музей и Анхальтский вокзал. Проектами того времени предусматривалось проложить на этом месте федеральную автодорогу.